# Dommartin (België)
Dommartin is een gehucht in de gemeente Saint-Georges-sur-Meuse in de Belgische provincie Luik

## Geschiedenis
Hier werden sporen gevonden uit de Bandkeramische cultuur en wel in het bijzonder de Omalien-groep. Ook de Romeinen lieten hun sporen achter, getuige de aanwezigheid van een heerbaan, de Verte Chaussée die van Tongeren naar Aarlen liep. Er werden resten van een villa uit de 2de of 3de eeuw gevonden.
De plaats speelde een rol in de Awans- en Warouxoorlog, toen er in 1325 de Slag bij Dommartin werd uitgevochten.
De Ferrariskaart uit de jaren 1770 toont hier het gehucht Donmartin, nabij de oude heerweg, aangeduid als Chemin Brunehaut ou Ancienne Chaussée des Romains.

## Bezienswaardigheden
- Diverse vierkantshoeven met delen uit de 16de tot en met de 18de eeuw.
- De Sint-Martinuskerk (Église Saint-Martin) is een kerkgebouw waarvan de toren en het schip uit 1793 stammen'in 1893 werd een nieuw koor, transept en sacristie gebouwd. Oorspronkelijk een kapel werd deze in 1804 tot filiaalkerk en in 1833 tot parochiekerk verheven.

## Natuur en landschap
Dommartin ligt aan een beek, de Ruisseau Bobesse. De hoogte aan de kerk bedraagt 169 meter.

## Nabijgelegen kernen
Horion, Hozémont, Saint-Georges-sur-Meuse, Verlaine

Dommartin · La Mallieue · Saint-Georges-sur-Meuse · Stockay · Sur-les-Bois · Tincelle · Warfusée

Belgische gemeenten · Arrondissement Verviers · Luik · Wallonië